# فرانك بيرسي كروزير
فرانك بيرسي كروزيّر (بالإنجليزية: Frank Percy Crozier)‏ هو عسكري نيجيري، ولد في 1879 في برمودا في المملكة المتحدة، وتوفي في 31 أغسطس 1937 في لندن في المملكة المتحدة.